# Pintura Fresca
Pintura Fresca fue una banda de pop argentina popular en la década de 1970. Su estilo era el rock popular o comercial.

## Origen
El grupo surgió en 1968, conformados por 6 integrantes con Pelayo Andrés "Bocho" Díaz Mórtola como vocalista y Andrés Guayta  en batería. A los cambios surgidos con la disolución del anterior grupo The Bestias Peludas, se le sumó la incorporación del mánager Pity Iñurrigarro en calidad de representante. Así nació Pintura Fresca y firmaron contrato con el sello Disk Jockey.

## Integrantes
- Pelayo Andrés Díaz Mortola (Bocho) 1.ª voz

- Carlos Maurizio (Guitarra y voz en Eleonore 1968)

- Luis Alberto Posse (Guitarra y voz 1969 - 1971)

- Osvaldo Grippi (Guitarra 1971 - 1973)

- Alberto Antonucci (Órgano 1968 - 1970)

- Aquiles Roggero (Órgano, Teclados 1970 - 1973)

- Juan Manuel Corradi (Bajo 1968 - 1973)

- Andrés Guaita (Batería 1968 - 1973)

## Desarrollo
Por los años 1960 editaron su primer sencillo “Chewy Chewy” (y “Eleonore” en su lado B), tema que fue el éxito del verano 68-69 en el boliche Zum-Zum de Constitución en Mar del Plata, boliche con el cual tuvieron contrato desde el 20 de diciembre de 1968 hasta el 31 de enero de 1969.Editaron su primer LP en 1970.
Exitosos veranos, 1970 y 1971 en el boliche Banana de Mar del Plata, en 1972 Enterprise también en la Ciudad Feliz y en 1973 Le Bateau en Punta del Este, fueron sus escenarios hacia la fama.
Se caracterizaban por hacer covers en inglés de otros músicos de la época comoTiritando de Donald, El extraño del pelo largo de La Joven Guardia (traducido con The Extranger with Long Long Hair, s.i.c.) y Otra vez en la vía, de Los Náufragos (Saturday).
Tocaron para las películas de El extraño del pelo largo de 1968 y Vuelvo a vivir...vuelvo a cantar de 1971 dirigido por Julio Saraceni..
Tocaron en el reconocidos programas de la época como era Alta tensión.

## Discografía
- 1968: "The Killings" - RCA VIK
- 1969: "Pintura Fresca" - DISC JOCKEY
- 1970: "Pintura Fresca" - DISC JOCKEY - SONDOR URUGUAY (Disco a color)
- 1970: "Tracy" - ARENA PRODUCCIONES CHILE
- 1970: "Pintura Fresca Vol. 2" - DISC JOCKEY
- 1971: "Haciendo dedo" - DISC JOCKEY
- 1973: "Cartagena contigo" - RCA
- 1973: "Bailando a la luz de la luna" - RCA
- 1973: "Para ellos" - MENCHO PRODUCCIONES INTERNACIONALES S.R.L.

## Tragedia y disolución
El 15 de septiembre de 1973 en un accidente automovilístico en la ruta de Rosario-Santa Fe, en la localidad de Coronda, fallecieron tres de sus integrantes: Manolo, Andrés y Osvaldo. Se salvaron «Bocho» y «Aquiles».

## Temas más populares
- Butterfly - 1971
- La libertad viene la libertad va(Freedom Come Freedom Go) - 1971
- La mamá de Silvia
- Cartagena contigo
- Chewy Chewy
- Dame dame tu amor
- Dulce como el azúcar
- Shake
- Eleonore (tema de Las tortugas)
- The Stranger with Longer Hair
- No me moleste mosquito
- Yo, tu y un perro llamado Boo
- Walk away from it all
- La tarde en que te amé - 1973[7]
- Otra vez en la vía
- Nunca llueve al Sur de California
- Mrs Robinson
- As tears go by
- Pretty Woman
- Burbuja de amor
- What a wonderfull world